# Liste der Baudenkmale in Northeim (Außenbezirke)
In der Liste der Baudenkmale in Northeim (Außenbezirke) sind denkmalgeschützte Bauten der Außenbezirke der niedersächsischen Stadt Northeim (Landkreis Northeim) aufgelistet. Der Stand der Liste ist der 28. Dezember 2020. Die Quelle der Baudenkmale ist der niedersächsische Denkmalatlas.

## Allgemein
Die Baudenkmale der Stadt Northeim befinden sich in der Liste der Baudenkmale in Northeim.
In den Spalten befinden sich folgende Informationen:
- Lage: die Adresse des Baudenkmales und die geographischen Koordinaten. Kartenansicht, um Koordinaten zu setzen. In der Kartenansicht sind Baudenkmale ohne Koordinaten mit einem roten Marker dargestellt und können in der Karte gesetzt werden. Baudenkmale ohne Bild sind mit einem blauen Marker gekennzeichnet, Baudenkmale mit Bild mit einem grünen Marker.
- Bezeichnung: Bezeichnung des Baudenkmales
- Beschreibung: die Beschreibung des Baudenkmales. Unter § 3 Abs. 2 NDSchG werden Einzeldenkmale und unter § 3 Abs. 3 NDSchG Gruppen baulicher Anlagen und deren Bestandteile ausgewiesen.
- ID: die Objekt-ID des Baudenkmales
- Bild: ein Bild des Baudenkmales, ggf. zusätzlich mit einem Link zu weiteren Fotos des Baudenkmals im Medienarchiv Wikimedia Commons. Wenn man auf das Kamerasymbol klickt, können Fotos zu Baudenkmalen aus dieser Liste hochgeladen werden:

## Berwartshausen

### Gruppe: Vierseithofanlage Moorestraße 3
Die Gruppe „Vierseithofanlage Moorestraße 3“ hat die ID 38406022.

| Lage                                      | Bezeichnung            | Beschreibung | ID       | Bild |
| ----------------------------------------- | ---------------------- | --- | -------- | ---- |
| Moorestraße 3 51° 41′ 43″ N, 9° 55′ 46″ O | Wohnhaus               | Die Hofanlage stammt aus der zweiten Hälfte des 19. Jahrhunderts. Das zeittypisches, zweigeschossige Fachwerk-Wohnhaus wurde 1870 erbaut und ist teilweise mit Blechplatten behängt. | 38461411 |      |
| Moorestraße 3 51° 41′ 43″ N, 9° 55′ 44″ O | Wohnhaus               | | 47529308 | BW   |
| Moorestraße 3 51° 41′ 43″ N, 9° 55′ 43″ O | Stall                  | | 38461483 | BW   |
| Moorestraße 3 51° 41′ 42″ N, 9° 55′ 43″ O | Querdurchfahrtsscheune | Die Durchfahrtsscheune ist älter als das Wohnhaus und aus Lutterhausen transloziert.                                                                                                 | 38461459 | BW   |
| Moorestraße 3 51° 41′ 42″ N, 9° 55′ 45″ O | Stallscheune           | | 38461435 | BW   |

### Einzelbaudenkmale
| Lage                                     | Bezeichnung              | Beschreibung | ID       | Bild |
| ---------------------------------------- | ------------------------ | ------------ | -------- | ---- |
| Dorfstraße 1 51° 41′ 37″ N, 9° 55′ 44″ O | Wohnhaus                 |              | 38446411 | BW   |
| Dorfstraße 8 51° 41′ 36″ N, 9° 55′ 46″ O | Wohn-/Wirtschaftsgebäude |              | 38461359 | BW   |

## Bühle

### Gruppe: Kirchberg Bühle
Die Gruppe „Kirchberg Bühle“ hat die ID 38406250.

| Lage                                              | Bezeichnung              | Beschreibung | ID       | Bild           |
| ------------------------------------------------- | ------------------------ | ------------ | -------- | -------------- |
| Auf dem Kirchberge 5 51° 39′ 5″ N, 9° 59′ 25″ O   | Kirche                   |              | 38454301 | Weitere Bilder |
| Auf dem Kirchberge 5/7 51° 39′ 6″ N, 9° 59′ 24″ O | Kirchhof                 |              | 38446610 | BW             |
| Auf dem Kirchberge 3 51° 39′ 6″ N, 9° 59′ 26″ O   | Wohnhaus                 |              | 38454344 | BW             |
| Auf dem Kirchberge 4 51° 39′ 6″ N, 9° 59′ 28″ O   | Wohn-/Wirtschaftsgebäude |              | 38454365 | BW             |
| Auf dem Kirchberge 6 51° 39′ 6″ N, 9° 59′ 26″ O   | Wohn-/Wirtschaftsgebäude |              | 38454386 | BW             |
| Auf dem Kirchberge 8 51° 39′ 6″ N, 9° 59′ 26″ O   | Scheune                  |              | 38446494 | BW             |
| Auf dem Kirchberge 8 51° 39′ 6″ N, 9° 59′ 25″ O   | Wirtschaftsgebäude       |              | 38446473 | BW             |
| Auf dem Kirchberge 8 51° 39′ 6″ N, 9° 59′ 24″ O   | Pfarrhaus                |              | 38446431 | BW             |
| Auf dem Kirchberge 8 51° 39′ 6″ N, 9° 59′ 24″ O   | Wirtschaftsgebäude       |              | 38446452 | BW             |
| Auf dem Kirchberge 10 51° 39′ 6″ N, 9° 59′ 23″ O  | Stallscheune             |              | 45863304 | BW             |
| Auf dem Kirchberge 10 51° 39′ 6″ N, 9° 59′ 23″ O  | Wohnhaus                 |              | 38454422 | BW             |
| Auf dem Kirchberge 12 51° 39′ 5″ N, 9° 59′ 22″ O  | Wohnhaus                 |              | 38454445 | BW             |

### Gruppe: Vorwerk Levershausen
Die Gruppe „Vorwerk Levershausen“ hat die ID 38406202.

| Lage                                             | Bezeichnung | Beschreibung                                                                              | ID       | Bild |
| ------------------------------------------------ | ----------- | ----------------------------------------------------------------------------------------- | -------- | ---- |
| Vorwerk Levershausen 51° 39′ 50″ N, 10° 0′ 38″ O | Scheune     | Das Vorwerk wurde im 18. Jahrhundert errichtet. Im Jahre 1743 waren es zwei Vierseithöfe. | 38463740 | BW   |
| Vorwerk Levershausen 51° 39′ 48″ N, 10° 0′ 38″ O | Stall       |                                                                                           | 38463762 | BW   |
| Vorwerk Levershausen 51° 39′ 48″ N, 10° 0′ 37″ O | Speicher    |                                                                                           | 38463784 | BW   |

## Denkershausen

### Gruppe: Klostergut Wiebrechtshausen
Die Gruppe „Klostergut Wiebrechtshausen“ hat die ID 38405309.

| Lage                                                | Bezeichnung         | Beschreibung | ID       | Bild           |
| --------------------------------------------------- | ------------------- | --- | -------- | -------------- |
| 51° 44′ 24″ N, 10° 1′ 4″ O                          | Kirche              | Das Kloster Wiebrechtshausen ist ein ehemaliges Zisterzienserinnen-Kloster aus der ersten Hälfte des 13. Jahrhunderts. Die Klosterkirche ist als querschifflose Gewölbebasilika größtenteils im romanischen Stil erbaut. |          | Weitere Bilder |
| Wiebrechtshausen 51° 44′ 22″ N, 10° 1′ 2″ O         | Scheune             | | 38449978 | BW             |
| Wiebrechtshausen 7 51° 44′ 32″ N, 10° 1′ 4″ O       | Wohnhaus            | | 38450294 | BW             |
| Wiebrechtshausen 51° 44′ 32″ N, 10° 1′ 3″ O         | Mauer               | | 38446770 | BW             |
| Wiebrechtshausen 51° 44′ 29″ N, 10° 1′ 2″ O         | Garten              | | 38446792 | BW             |
| Wiebrechtshausen 6 51° 44′ 31″ N, 10° 1′ 3″ O       | Stallscheune        | | 38450367 | BW             |
| Wiebrechtshausen 6 51° 44′ 31″ N, 10° 1′ 4″ O       | Landarbeiterhaus    | | 38450390 | BW             |
| Wiebrechtshausen 5 51° 44′ 29″ N, 10° 1′ 6″ O       | Wassermühle         | | 38450344 | BW             |
| Wiebrechtshausen 51° 44′ 27″ N, 10° 1′ 3″ O         | Scheune             | | 38449953 | BW             |
| Wiebrechtshausen 51° 44′ 27″ N, 10° 1′ 5″ O         | Scheune             | | 38450003 | BW             |
| Wiebrechtshausen 4 51° 44′ 28″ N, 10° 1′ 6″ O       | Stall               | | 38450271 | BW             |
| Wiebrechtshausen 4 51° 44′ 28″ N, 10° 1′ 6″ O       | Wohnhaus            | | 38449928 | BW             |
| Wiebrechtshausen 51° 44′ 25″ N, 10° 1′ 2″ O         | Wohn- und Molkehaus | | 38450246 | BW             |
| Wiebrechtshausen 1 51° 44′ 25″ N, 10° 1′ 3″ O       | Pächterwohnhaus     | | 38449903 | BW             |
| Wiebrechtshausen 2 51° 44′ 26″ N, 10° 1′ 6″ O       | Stall               | | 38450028 | BW             |
| Wiebrechtshausen 2 51° 44′ 26″ N, 10° 1′ 8″ O       | Stallscheune        | | 38450173 | BW             |
| Kloster Wiebrechtshausen 51° 44′ 22″ N, 10° 1′ 3″ O | Zehntscheune        | | 38450223 | BW             |
| Wiebrechtshausen 51° 44′ 23″ N, 10° 1′ 8″ O         | Stallscheune        | | 38450079 | BW             |
| Wiebrechtshausen 3 51° 44′ 22″ N, 10° 1′ 8″ O       | Wohnhaus            | | 38450125 | BW             |
| Wiebrechtshausen 51° 44′ 23″ N, 10° 1′ 9″ O         | Schafstall          | | 38450102 | BW             |

### Einzelbaudenkmale
| Lage                                                            | Bezeichnung              | Beschreibung | ID       | Bild |
| --------------------------------------------------------------- | ------------------------ | --- | -------- | ---- |
| Bürgermeister-August-Otte-Straße 18 51° 44′ 17″ N, 10° 2′ 55″ O | Wohn-/Wirtschaftsgebäude | Haupthaus einer Hofanlage | 38450790 | BW   |
| Rethobergstraße 8 51° 44′ 18″ N, 10° 2′ 38″ O                   | Hof                      | Haupthaus einer Hofanlage | 38450876 | BW   |
| Stadtbergstraße 51° 44′ 18″ N, 10° 2′ 45″ O                     | Kapelle                  | Die Kirche wurde 1653 errichtet. Es ist eine Kirche mit eingezogenen, übewolbtem Chor und einem Dachreiter. Im Inneren befindet sich ein Altarretabel mit einer Kreuzigungsgruppe aus dem Jahr 1712. | 38450856 |      |

## Edesheim

### Gruppe: Historischer Ortskern Edesheim mit Kirche und Kirchhof
Die Gruppe „Historischer Ortskern Edesheim mit Kirche und Kirchhof“ hat die ID 38406038.

| Lage                                             | Bezeichnung              | Beschreibung | ID       | Bild |
| ------------------------------------------------ | ------------------------ | --- | -------- | ---- |
| St. Mauritiusstraße 51° 45′ 7″ N, 9° 58′ 25″ O   | Kirche                   | Die Kirche wurde von 1823 bis 1824 erbaut. Es ist ein fünfachsiger Bau mit einem Westturm. Der Turm trägt eine Laterne. Die Fenster sind durch einen Gesims getrennt. Die Orgel wurde 1912 in die Kirche eingebaut. | 38461985 |      |
| St. Mauritiusstraße 51° 45′ 6″ N, 9° 58′ 26″ O   | Kirchhof                 | | 38462006 | BW   |
| St. Mauritiusstraße 5 51° 45′ 5″ N, 9° 58′ 23″ O | Wohn-/Wirtschaftsgebäude | Das Wohnwirtschaftsgebäude des Dreiseithofes ist wahrscheinlich in der zweiten Hälfte des 17. Jahrhunderts erbaut worden. Es ist somit das älteste Gebäude Edesheims.                                               | 38462069 | BW   |
| St. Mauritiusstraße 8 51° 45′ 5″ N, 9° 58′ 26″ O | Pfarrhaus                | Das Pfarrhaus wurde von 1702 bis 1704 erbaut. | 38462090 |      |
| Alte Schulstraße 1 51° 45′ 6″ N, 9° 58′ 23″ O    | Wohn-/Wirtschaftsgebäude | | 38461623 | BW   |
| Alte Schulstraße 3 51° 45′ 7″ N, 9° 58′ 23″ O    | Schulhaus                | | 38461659 | BW   |
| Alte Schulstraße 5 51° 45′ 7″ N, 9° 58′ 24″ O    | Wohnhaus                 | | 38461695 | BW   |

### Einzelbaudenkmale
| Lage                                      | Bezeichnung              | Beschreibung                                       | ID       | Bild |
| ----------------------------------------- | ------------------------ | -------------------------------------------------- | -------- | ---- |
| Am Thie 12 51° 45′ 3″ N, 9° 58′ 35″ O     | Wohnhaus                 |                                                    | 38461731 | BW   |
| Uitzenstraße 2 51° 45′ 2″ N, 9° 58′ 39″ O | Wohn-/Wirtschaftsgebäude |                                                    | 38461769 | BW   |
| Katzenstraße 5 51° 45′ 2″ N, 9° 58′ 42″ O | Wohn-/Wirtschaftsgebäude | Das Haus wurde Anfang des 18. Jahrhunderts erbaut. | 38461805 | BW   |
| Leinestraße 38 51° 45′ 1″ N, 9° 58′ 28″ O | Wohn-/Wirtschaftsgebäude |                                                    | 38461902 | BW   |

## Hammenstedt

### Gruppe: Pfarrgehöft Hammenstedt
Die Gruppe „Pfarrgehöft Hammenstedt“ hat die ID 38406284.

| Lage                                  | Bezeichnung        | Beschreibung | ID       | Bild |
| ------------------------------------- | ------------------ | ------------ | -------- | ---- |
| Pfarrweg 2 51° 41′ 42″ N, 10° 3′ 6″ O | Pfarrhaus          |              | 38454247 | BW   |
| Pfarrweg 2 51° 41′ 42″ N, 10° 3′ 7″ O | Wirtschaftsgebäude |              | 38446588 | BW   |

### Gruppe: Hofanlage Auf dem Anger 3
Die Gruppe „Hofanlage Auf dem Anger 3“ hat die ID 38406267.

| Lage                                        | Bezeichnung              | Beschreibung | ID       | Bild |
| ------------------------------------------- | ------------------------ | ------------ | -------- | ---- |
| Auf dem Anger 3 51° 41′ 53″ N, 10° 3′ 21″ O | Wohn-/Wirtschaftsgebäude |              | 38446515 | BW   |
| Auf dem Anger 3 51° 41′ 53″ N, 10° 3′ 21″ O | Stallscheune             |              | 38446540 | BW   |
| Auf dem Anger 3 51° 41′ 53″ N, 10° 3′ 22″ O | Scheune                  |              | 38446565 | BW   |

### Gruppe: Vorwerk Güntgenburg
Die Gruppe „Vorwerk Güntgenburg“ hat die ID 38406234.

| Lage                                    | Bezeichnung             | Beschreibung | ID       | Bild |
| --------------------------------------- | ----------------------- | ------------ | -------- | ---- |
| Güntgenburg 51° 41′ 15″ N, 10° 1′ 11″ O | Wohnhaus                |              | 38462172 | BW   |
| Güntgenburg 51° 41′ 14″ N, 10° 1′ 12″ O | Scheune                 |              | 38462262 | BW   |
| Güntgenburg 51° 41′ 15″ N, 10° 1′ 10″ O | Kellergebäude           |              | 38462194 | BW   |
| Güntgenburg 51° 41′ 15″ N, 10° 1′ 9″ O  | Landarbeiterwohnhäusern |              | 38462218 | BW   |
| Güntgenburg 51° 41′ 14″ N, 10° 1′ 9″ O  | Landarbeiterwohnhäusern |              | 47682353 | BW   |
| Güntgenburg 51° 41′ 13″ N, 10° 1′ 8″ O  | Nebengebäude            |              | 38462284 | BW   |
| Güntgenburg 51° 41′ 15″ N, 10° 1′ 9″ O  | Einfriedungsmauer       |              | 38462240 | BW   |

### Einzelbaudenkmale
| Lage                                            | Bezeichnung              | Beschreibung | ID       | Bild           |
| ----------------------------------------------- | ------------------------ | --- | -------- | -------------- |
| Am Mühlenberg 19 51° 41′ 40″ N, 10° 3′ 15″ O    | Wohn-/Wirtschaftsgebäude | | 38465391 | BW             |
| Hinter dem Kirchhofe 51° 41′ 44″ N, 10° 3′ 9″ O | Kirche                   | Die evangelische Kirche St. Petri ist ein Saalbau aus dem Jahr 1739, die Kirche wurde 1840/1841 erweitert. | 38453969 | Weitere Bilder |
| In der Landwehr 1 51° 41′ 53″ N, 10° 3′ 16″ O   | Gasthaus                 | Das Gasthaus Ratskrug „Zum braunen Hirsch“ ist ein zweistöckiger Fachwerkbau in Stockwerksbauweise mit leichter Vorkragung und hohem Satteldach. Es wurde 1669 als Ratskrug und Gerichtsgebäude erbaut. Der Bauherr war der Rat der Stadt Northeim. Die Anbauten aus dem 19. Jahrhundert wurden bereits abgerissen, da das Haus seit vielen Jahren leersteht. | 38454042 | Weitere Bilder |
| In der Linde 24 51° 41′ 47″ N, 10° 3′ 7″ O      | Wohnhaus                 | Wohnhaus einer Hofanlage | 38454116 | BW             |
| Obere Dorfstraße 4 51° 41′ 46″ N, 10° 3′ 6″ O   | Wohn-/Wirtschaftsgebäude | | 38465365 | BW             |

## Hillerse

### Gruppe: Kirchberg St. Petri Hillerse
Die Gruppe „Kirchberg St. Petri Hillerse“ hat die ID 47754914.

| Lage                                     | Bezeichnung | Beschreibung | ID       | Bild |
| ---------------------------------------- | ----------- | ------------ | -------- | ---- |
| Kirchberg 51° 41′ 9″ N, 9° 57′ 13″ O     | Kirche      |              | 38462363 |      |
| Kirchberg 10 51° 41′ 11″ N, 9° 57′ 15″ O | Pfarrhaus   |              | 38462437 |      |

### Gruppe: Hofanlage Südring 11
Die Gruppe „Hofanlage Südring 11“ hat die ID 38406055.

| Lage                                  | Bezeichnung             | Beschreibung | ID       | Bild |
| ------------------------------------- | ----------------------- | ------------ | -------- | ---- |
| Südring 11 51° 41′ 4″ N, 9° 56′ 58″ O | Wohnhaus                |              | 38462530 | BW   |
| Südring 11 51° 41′ 4″ N, 9° 56′ 58″ O | Längsdurchfahrtsscheune |              | 38462572 | BW   |
| Südring 11 51° 41′ 4″ N, 9° 56′ 59″ O | Stallscheune            |              | 38462551 | BW   |

### Einzelbaudenkmale
| Lage                                          | Bezeichnung              | Beschreibung                                                                      | ID       | Bild |
| --------------------------------------------- | ------------------------ | --------------------------------------------------------------------------------- | -------- | ---- |
| Kirchberg 2 51° 41′ 8″ N, 9° 57′ 13″ O        | Ehemalige Schule         | Ehemalige Schule mit Lehrerwohnhaus. Fachwerkteil 18. Jahrhundert, Ziegelbau 1905 | 38462385 |      |
| Im Grunde 4 51° 41′ 7″ N, 9° 57′ 4″ O         | Wohn-/Wirtschaftsgebäude |                                                                                   | 38462341 | BW   |
| Lindenstraße 51° 41′ 11″ N, 9° 57′ 1″ O       | Friedhof                 |                                                                                   | 38462472 |      |
| Südring 9 51° 41′ 4″ N, 9° 57′ 1″ O           | Wohn-/Wirtschaftsgebäude |                                                                                   | 38462493 | BW   |
| Wahrbergstraße 21 51° 41′ 11″ N, 9° 56′ 50″ O | Spritzenhaus             |                                                                                   | 38462656 |      |
| 51° 40′ 42″ N, 9° 56′ 24″ O                   | Kriegerdenkmal           | Kriegerdenkmal Erster Weltkrieg am Wahrberg                                       | 38462306 |      |

## Höckelheim

### Gruppe: Hofanlage Angerstraße 7/7A
Die Gruppe „Hofanlage Angerstraße 7/7A“ hat die ID 38406087.

| Lage                                     | Bezeichnung              | Beschreibung    | ID       | Bild |
| ---------------------------------------- | ------------------------ | --------------- | -------- | ---- |
| Angerstraße 2 51° 42′ 1″ N, 9° 57′ 45″ O | Wohn-/Wirtschaftsgebäude | Müllerscher Hof | 38463026 | BW   |
| Angerstraße 2 51° 42′ 0″ N, 9° 57′ 46″ O | Stallscheune             | Müllerscher Hof | 38463047 | BW   |

### Gruppe: Klostergut Höckelheim
Die Gruppe „Klostergut Höckelheim“ hat die ID 38404820.

| Lage                                       | Bezeichnung       | Beschreibung                                                                                          | ID       | Bild |
| ------------------------------------------ | ----------------- | --- | -------- | ---- |
| Klosterstraße 5 51° 42′ 3″ N, 9° 57′ 53″ O | Gutshaus          | | 38462718 | BW   |
| Klosterstraße 3 51° 42′ 4″ N, 9° 57′ 54″ O | Kapelle           | | 38462748 |      |
| Klosterstraße 3 51° 42′ 4″ N, 9° 57′ 54″ O | Kirchhof          | | 38462775 |      |
| Klosterstraße 5 51° 42′ 4″ N, 9° 57′ 51″ O | Stallscheune      | | 38462850 |      |
| Klosterstraße 5 51° 42′ 4″ N, 9° 57′ 49″ O | Scheune           | | 38462901 |      |
| Klosterstraße 5 51° 42′ 3″ N, 9° 57′ 50″ O | Stallscheune      | | 38462927 |      |
| Klosterstraße 5 51° 42′ 1″ N, 9° 57′ 50″ O | Stall             | | 38462797 |      |
| Klosterstraße 5 51° 42′ 2″ N, 9° 57′ 49″ O | Einfriedungsmauer | In fünf Teilabschnittene erhaltene Einfriedungsmauer um das Klostergut einschließlich Garten und Park |          |      |
| Klosterstraße 5 51° 42′ 4″ N, 9° 57′ 56″ O | Gutsgarten        | | 38466013 | BW   |
| Klosterstraße 5 51° 42′ 4″ N, 9° 58′ 0″ O  | Gutspark          | | 38462692 | BW   |

### Gruppe: Hofanlage Northeimer Straße 30
Die Gruppe „Hofanlage Northeimer Straße 30“ hat die ID 38406103.

| Lage                                            | Bezeichnung              | Beschreibung                              | ID       | Bild |
| ----------------------------------------------- | ------------------------ | ----------------------------------------- | -------- | ---- |
| Northeimer Straße 30 51° 42′ 9″ N, 9° 57′ 21″ O | Scheune                  | Nordseite Hofanlage Northeimer Straße 30  | 38463225 | BW   |
| Northeimer Straße 30 51° 42′ 8″ N, 9° 57′ 22″ O | Wohn-/Wirtschaftsgebäude | Ostseite Hofanlage Northeimer Straße 30   | 38463202 | BW   |
| Northeimer Straße 30 51° 42′ 8″ N, 9° 57′ 22″ O | Bienenhaus               | Südostecke Hofanlage Northeimer Straße 30 | 38463181 | BW   |
| Northeimer Straße 30 51° 42′ 8″ N, 9° 57′ 21″ O | Herrenhaus               |                                           | 38463160 | BW   |
| Northeimer Straße 30 51° 42′ 8″ N, 9° 57′ 20″ O | Stallscheune             | Westseite Hofanlage Northeimer Straße 30  | 38463246 | BW   |

### Einzelbaudenkmale
| Lage                                    | Bezeichnung  | Beschreibung                                                      | ID       | Bild |
| --------------------------------------- | ------------ | ----------------------------------------------------------------- | -------- | ---- |
| Angerstraße 51° 41′ 58″ N, 9° 57′ 40″ O | Erbbegräbnis | Das Erbbegräbnis Schnelle befindet sich auf dem Gemeindefriedhof. | 38463106 | BW   |

## Hohnstedt

### Gruppe: Hofanlage Alte Straße 1
Die Gruppe „Hofanlage Alte Straße 1“ hat die ID 38405942.

| Lage                                      | Bezeichnung              | Beschreibung | ID       | Bild |
| ----------------------------------------- | ------------------------ | ------------ | -------- | ---- |
| Alte Straße 1 51° 45′ 50″ N, 9° 57′ 33″ O | Wohn-/Wirtschaftsgebäude |              | 38451508 | BW   |
| Alte Straße 1 51° 45′ 51″ N, 9° 57′ 34″ O | Stallscheune             |              | 38451551 | BW   |
| Alte Straße 1 51° 45′ 51″ N, 9° 57′ 32″ O | Scheune                  |              | 38451530 | BW   |

### Gruppe: Kirchhof Hohnstedt
Die Gruppe „Kirchhof Hohnstedt“ hat die ID 38405942.

| Lage                                              | Bezeichnung    | Beschreibung | ID       | Bild           |
| ------------------------------------------------- | -------------- | --- | -------- | -------------- |
| An der alten Schule 1 51° 45′ 51″ N, 9° 57′ 32″ O | Stallscheune   | | 38457014 | BW             |
| An der alten Schule 1 51° 45′ 50″ N, 9° 57′ 31″ O | Schule         | | 38456993 | Weitere Bilder |
| Martinigasse 51° 45′ 49″ N, 9° 57′ 31″ O          | Kirche         | Exponiert gelegene ehemalige Archipresbyterialkirche mit umwehrtem Kirchhof. Der romanische Westturm wurde 1986 restauriert, das einschiffige Langhaus ursprünglich im 13. Jahrhundert errichtet und im 16. Jahrhundert wesentlich baulich verändert. Im Inneren befindet sich ein Kanzelaltar und ein Orgelprospekt aus dem 18. Jahrhundert. | 38457255 | Weitere Bilder |
| Martinigasse 1 51° 45′ 48″ N, 9° 57′ 31″ O        | Pfarrhaus      | Zweigeschossiges Fachwerk-Wohnhaus in Stockwerkszimmerung, erbaut im frühen 16. Jahrhundert, instand gesetzt 1785. In den Brüstungsfeldern des vorkragenden oberen Stockwerks sind Fußbänder eingesetzt. Ältestes erhaltenes Wohnhaus des Dorfs, Nebengebäude aus dem frühen 19. Jahrhundert                                                  | 38456642 | Weitere Bilder |
| Martinigasse 51° 45′ 49″ N, 9° 57′ 30″ O          | Kirchhof       | | 38455605 | BW             |
| Martinigasse 51° 45′ 49″ N, 9° 57′ 31″ O          | Kirchhofsmauer | | 38466166 |                |
| An der Alten Schule 3 51° 45′ 50″ N, 9° 57′ 31″ O | Wohnhaus       | | 38456957 | BW             |
| Martinigasse 1 51° 45′ 48″ N, 9° 57′ 32″ O        | Backhaus       | | 38456663 | BW             |
| Martinigasse 1 51° 45′ 48″ N, 9° 57′ 32″ O        | Wohnhaus       | | 38456684 | Weitere Bilder |
| Martinigasse 1 51° 45′ 48″ N, 9° 57′ 33″ O        | Remise         | | 38456705 | BW             |

### Gruppe: Ortskern Hohnstedt
Die Gruppe „Ortskern Hohnstedt“ hat die ID 38406005.

| Lage                                       | Bezeichnung              | Beschreibung | ID       | Bild |
| ------------------------------------------ | ------------------------ | --- | -------- | ---- |
| Alte Straße 4 51° 45′ 52″ N, 9° 57′ 29″ O  | Scheune                  | | 38453753 | BW   |
| Alte Straße 5 51° 45′ 52″ N, 9° 57′ 28″ O  | Scheune                  | Hofanlage Alte Straße 5 | 38457234 | BW   |
| Alte Straße 5 51° 45′ 53″ N, 9° 57′ 27″ O  | Stallscheune             | Hofanlage Alte Straße 5 | 38453810 | BW   |
| Alte Straße 6 51° 45′ 53″ N, 9° 57′ 29″ O  | Wohnhaus                 | Hofanlage Alte Straße 6 | 38457156 | BW   |
| Alte Straße 6a 51° 45′ 52″ N, 9° 57′ 30″ O | Scheune                  | Hofanlage Alte Straße 6 | 38457177 | BW   |
| Alte Straße 6a 51° 45′ 52″ N, 9° 57′ 30″ O | Scheune                  | Hofanlage Alte Straße 6 | 38457198 | BW   |
| Alte Straße 5 51° 45′ 54″ N, 9° 57′ 27″ O  | Wohn-/Wirtschaftsgebäude | Streckhofartige Anlage mit Fachwerkwohnhaus in Stockwerkszimmerung und angebauten Wirtschaftsgebäuden des 19. Jahrhunderts | 38453789 | BW   |
| Alte Straße 7 51° 45′ 53″ N, 9° 57′ 27″ O  | Wohn-/Wirtschaftsgebäude | | 38457114 | BW   |
| Alte Straße 9 51° 45′ 55″ N, 9° 57′ 27″ O  | Stall                    | | 38457092 | BW   |
| Alte Straße 9 51° 45′ 55″ N, 9° 57′ 26″ O  | Scheune                  | | 38457071 | BW   |
| Alte Straße 9 51° 45′ 56″ N, 9° 57′ 27″ O  | Wohn-/Wirtschaftsgebäude | | 38457050 | BW   |
| Alte Straße 10 51° 45′ 54″ N, 9° 57′ 30″ O | Scheune                  | | 38453867 | BW   |
| Alte Straße 10 51° 45′ 55″ N, 9° 57′ 29″ O | Wohn-/Wirtschaftsgebäude | | 38453846 | BW   |
| Alte Straße 12 51° 45′ 55″ N, 9° 57′ 29″ O | Wohn-/Wirtschaftsgebäude | Erbaut in der zweiten Hälfte des 17. Jahrhunderts                                                                          | 38457135 | BW   |

### Einzelbaudenkmale
| Lage                                               | Bezeichnung              | Beschreibung                                                                   | ID       | Bild |
| -------------------------------------------------- | ------------------------ | ------------------------------------------------------------------------------ | -------- | ---- |
| Hannoversche Straße 13 51° 45′ 49″ N, 9° 57′ 35″ O | Wohn-/Wirtschaftsgebäude | langgestreckter zweigeschossiger Fachwerkbau, erbaut Ende des 18. Jahrhunderts | 38456905 |      |
| Hannoversche Straße 24 51° 45′ 58″ N, 9° 57′ 27″ O | Wohn-/Wirtschaftsgebäude |                                                                                | 38456741 | BW   |
| An der Gänseweide 4 51° 45′ 57″ N, 9° 57′ 36″ O    | Wohn-/Wirtschaftsgebäude |                                                                                | 38456823 | BW   |
| Dragonerstraße 15 51° 45′ 52″ N, 9° 57′ 23″ O      | Wohn-/Wirtschaftsgebäude |                                                                                | 38456844 | BW   |
| Dragonerstraße 17 51° 45′ 52″ N, 9° 57′ 21″ O      | Wohn-/Wirtschaftsgebäude |                                                                                | 38456865 | BW   |
| Hannoversche Straße 51° 46′ 0″ N, 9° 57′ 17″ O     | Kriegerdenkmal           | 1870/71, 1914–18, 1939–45, politische Gemeinde Hohnstedt                       | 38465629 | BW   |
| Hannoversche Straße 51° 46′ 0″ N, 9° 57′ 19″ O     | Kriegerdenkmal           | Erster Weltkrieg, Kirchengemeinde Hohnstedt                                    | 38450724 | BW   |

## Hollenstedt

### Einzelbaudenkmale
| Lage                                            | Bezeichnung              | Beschreibung                                                                                        | ID       | Bild |
| ----------------------------------------------- | ------------------------ | --------------------------------------------------------------------------------------------------- | -------- | ---- |
| Am Vorwerk 10 51° 44′ 22″ N, 9° 56′ 22″ O       | Wohnhaus                 | Das Haus entstand Ende des 7. Jahrhunderts. Es ist ein giebelständiges Fachwerkhaus mit Satteldach. | 38463334 | BW   |
| Böllenstraße 11 51° 44′ 22″ N, 9° 56′ 34″ O     | Taubenturm               | | 38463370 | BW   |
| Einbecker Straße 6 51° 44′ 20″ N, 9° 56′ 52″ O  | Wohn-/Wirtschaftsgebäude | | 38463474 | BW   |
| Einbecker Straße 46 51° 44′ 23″ N, 9° 56′ 30″ O | Wohn-/Wirtschaftsgebäude | | 38463529 | BW   |
| Einbecker Straße 48 51° 44′ 25″ N, 9° 56′ 27″ O | Kegelbahn                | | 38463614 | BW   |
| Gut Wickershausen 51° 43′ 24″ N, 9° 54′ 35″ O   | Grabdenkmal              | | 38450564 | BW   |
| Gut Wickershausen 51° 43′ 25″ N, 9° 54′ 37″ O   | Scheune                  | | 38465731 | BW   |
| Mühlenweg 1 51° 44′ 23″ N, 9° 56′ 58″ O         | Wohnhaus                 | Wohnhaus der Wassermühle Hollenstedt                                                                | 38463634 | BW   |

## Imbshausen

### Gruppe: Gutsanlage Imbshausen
Die Gruppe „Gutsanlage Imbshausen“ hat die ID 38405291.

| Lage                                             | Bezeichnung              | Beschreibung | ID       | Bild           |
| ------------------------------------------------ | ------------------------ | --- | -------- | -------------- |
| Hauptstraße 16 51° 45′ 43″ N, 10° 2′ 29″ O       | Kirche                   | Evangelische Kirche St. Marcus, erbaut 1725–30 nach Brand der alten Kirche durch den Hofarchitekten Johann Christian Böhm. Bauherr war Friedrich von Steinberg. Der Saalbau mit T-förmigem Grundriss ist hell verputzt, der mittig östlich vor das Schiff gebaute Turm schließt mit einer Laternenhaube ab, auf der Westseite schließt an den mittig vorgelagerten Risaliten noch das Erbbegräbnis an. Im Inneren ist eine einheitliche Barockausstattung erhalten. | 38455692 | Weitere Bilder |
| Hauptstraße 16 51° 45′ 43″ N, 10° 2′ 28″ O       | Kirchhof                 | | 47754629 | BW             |
| Hauptstraße 12 51° 45′ 45″ N, 10° 2′ 29″ O       | Schulhaus                | | 38455736 | BW             |
| Hauptstraße 18 51° 45′ 41″ N, 10° 2′ 29″ O       | Wohn-/Wirtschaftsgebäude | Zweistöckiger Fachwerkbau unter Mansardwalmdach, frühes 19. Jahrhundert | 38455961 |                |
| Am Gutshof 2 51° 45′ 37″ N, 10° 2′ 26″ O         | Schloss                  | Bis 2012 befand sich das Christliche „Begegnungszentrum Schloss Imbshausen“ im Schloss. 2013 erwarb Carl-Christian von Plate Freiherr von Stralenheim als Angehöriger des ursprünglichen Adelsgeschlechts das Anwesen zurück. | 38455714 |                |
| Am Gutshof 2 51° 45′ 36″ N, 10° 2′ 24″ O         | Schlosspark              | | 38446838 | BW             |
| Am Gutshof 3 51° 45′ 37″ N, 10° 2′ 30″ O         | Wirtschaftsgebäude       | | 38455917 | BW             |
| Am Gutshof 1 51° 45′ 36″ N, 10° 2′ 28″ O         | Schmiede                 | | 38455939 | BW             |
| Hauptstraße 22/24/26 51° 45′ 34″ N, 10° 2′ 28″ O | Wohnhaus                 | | 38456042 | BW             |
| Am Gutshof 1/2 51° 45′ 36″ N, 10° 2′ 30″ O       | Mauer                    | | 38446816 | BW             |
| Am Gutshof 1 51° 45′ 39″ N, 10° 2′ 22″ O         | Gutsgarten               | | 47754420 | BW             |
| Am Gutshof 1 51° 45′ 41″ N, 10° 2′ 24″ O         | Stallscheune             | | 38455895 | BW             |
| Am Gutshof 1 51° 45′ 42″ N, 10° 2′ 26″ O         | Scheune                  | | 38455983 | BW             |
| Am Gutshof 1 51° 45′ 43″ N, 10° 2′ 23″ O         | Remise                   | | 38456005 | BW             |
| Am Gutshof 1 51° 45′ 43″ N, 10° 2′ 25″ O         | Schafstall               | Langgestreckter Fachwerkstall unter Satteldach mit Halbwalm, frühes 19. Jahrhundert | 38455873 |                |

### Einzelbaudenkmale
| Lage                                       | Bezeichnung              | Beschreibung | ID       | Bild |
| ------------------------------------------ | ------------------------ | --- | -------- | ---- |
| Hauptstraße 13 51° 45′ 49″ N, 10° 2′ 34″ O | Wohn-/Wirtschaftsgebäude | | 38455757 | BW   |
| Hauptstraße 31 51° 45′ 42″ N, 10° 2′ 31″ O | Wohn-/Wirtschaftsgebäude | Zweigeschossiger Fachwerkbau auf Sandsteinsockel, Mitte 19. Jahrhundert | 38456109 | BW   |
| Hauptstraße 33 51° 45′ 42″ N, 10° 2′ 31″ O | Gasthaus                 | Zweigeschossiger Fachwerkbau aus dem frühen 19. Jahrhundert | 38456130 |      |
| Windmühlenberg 51° 45′ 59″ N, 10° 2′ 6″ O  | Friedhof                 | Um 1782 am Steilhang eines ehemaligen Abbaus angelegt, letzte Belegung 1908. Alter Baumbestand, keine Mazewot erhalten | 38465751 |      |
| Hauptstraße 51° 45′ 21″ N, 10° 2′ 28″ O    | Grabdenkmale             | Die Grabdenkmal auf dem Friedhof befinden sich in der südöstlichen Ecke des Friedhofes und südöstlich der Friedhofskapelle. Es sind: 1. Grabplatte mit Familienwappen für Adolf Freiherr von Stralenheim, 20. März 1851 – 12. Januar 1928, 2. Eisenkreuz für Wilhelm Christian Henning Freiherr von Stralenheim, 21. Oktober 1822 – 6. September 1847 und 3. Eisenkreuz für Ernestine Louise Antoinette von Stralenheim, 12. März 1786 – 29. Oktober 1857. Die beiden Eisenkreuze stehen jeweils auf einem Stufenpodest. | 38456208 | BW   |

## Lagershausen

### Gruppe: Forsthaus Mandelbeck
Die Gruppe „Forsthaus Mandelbeck“ hat die ID 38406218.

| Lage                                               | Bezeichnung              | Beschreibung | ID       | Bild |
| -------------------------------------------------- | ------------------------ | --- | -------- | ---- |
| Forsthaus Mandelbeck 1 51° 44′ 21″ N, 10° 4′ 47″ O | Forsthaus                | Das Forsthaus aus der ersten Hälfte des 19. Jahrhunderts ist aus Fachwerk errichtet, teilweise mit Holz verschalt, und besitzt ein flach geneigtes Walmdach. Auf der Rückseite ist eine Freitreppe vorgelagert. | 38463893 |      |
| Forsthaus Mandelbeck 1 51° 44′ 21″ N, 10° 4′ 49″ O | Stallscheune             | | 38463914 | BW   |
| Forsthaus Mandelbeck 1 51° 44′ 21″ N, 10° 4′ 50″ O | Scheune                  | | 38463935 | BW   |
| Forsthaus Mandelbeck 2 51° 44′ 17″ N, 10° 4′ 53″ O | Wohn-/Wirtschaftsgebäude | | 38463957 | BW   |

### Einzelbaudenkmale
| Lage                                                 | Bezeichnung              | Beschreibung | ID       | Bild |
| ---------------------------------------------------- | ------------------------ | --- | -------- | ---- |
| Mandelbecker Landstraße 51° 44′ 43″ N, 10° 3′ 3″ O   | Kapelle                  | Die evangelische St. Lukas Kapelle wurde 1746 auf Veranlassung des Freiherrn von Steinberg anstelle eines baufälligen Vorgängerbaus erbaut. Die neu errichtete Kapelle ist ein schlichter verputzter Saalbau. Das zur Eingangsseite abgewalmte Satteldach trägt über dem Altarbereich einen oktogonalen Dachreiter. | 38456305 |      |
| Mandelbecker Landstraße 5 51° 44′ 42″ N, 10° 3′ 5″ O | Schulhaus                | | 38456377 | BW   |
| Mandelbecker Landstraße 9 51° 44′ 41″ N, 10° 3′ 7″ O | Wohn-/Wirtschaftsgebäude | | 38456356 | BW   |

## Langenholtensen

### Gruppe: Kirchhof Langenholtensen
Die Gruppe „Kirchhof Langenholtensen“ hat die ID 38405973.

| Lage                                              | Bezeichnung  | Beschreibung | ID       | Bild |
| ------------------------------------------------- | ------------ | ------------ | -------- | ---- |
| An der Luthereiche 1 51° 43′ 34″ N, 10° 1′ 9″ O   | Scheune      |              | 38449760 | BW   |
| An der Luthereiche 3 51° 43′ 35″ N, 10° 1′ 10″ O  | Stallscheune |              | 38449781 |      |
| An der Luthereiche 3a 51° 43′ 34″ N, 10° 1′ 11″ O | Pfarrhaus    |              | 38449738 | BW   |
| Dünenangerstraße 18 51° 43′ 32″ N, 10° 1′ 9″ O    | Kirche       |              | 38449592 |      |
| Dünenangerstraße 18 51° 43′ 33″ N, 10° 1′ 9″ O    | Kirchhof     |              | 38449630 | BW   |

### Einzelbaudenkmale
| Lage                                              | Bezeichnung              | Beschreibung                              | ID       | Bild |
| ------------------------------------------------- | ------------------------ | ----------------------------------------- | -------- | ---- |
| Domänenstraße 2 51° 43′ 41″ N, 10° 2′ 37″ O       | Amtshaus                 |                                           | 38449436 | BW   |
| Domänenstraße 2B 51° 43′ 39″ N, 10° 2′ 37″ O      | Gerichtsgebäude          |                                           | 38449480 | BW   |
| Domänenstraße 2 51° 43′ 40″ N, 10° 2′ 34″ O       | Scheune                  |                                           | 38449458 | BW   |
| Domänenstraße 2 51° 43′ 32″ N, 10° 2′ 25″ O       | Scheune                  | Domäne Brunstein., sogenannte Burgscheune | 38455098 | BW   |
| Dünenangerstraße 9 51° 43′ 28″ N, 10° 1′ 7″ O     | Wohnhaus                 |                                           | 38449666 | BW   |
| Dünenangerstraße 21/23 51° 43′ 32″ N, 10° 1′ 6″ O | Doppelwohnhaus           |                                           | 38449687 | BW   |
| Dünenangerstraße 33 51° 43′ 37″ N, 10° 1′ 7″ O    | Wohnhaus                 |                                           | 38450703 | BW   |
| Untere Dorfstraße 16 51° 43′ 23″ N, 10° 0′ 56″ O  | Wohn-/Wirtschaftsgebäude |                                           | 38450667 | BW   |
| Untere Dorfstraße 26 51° 43′ 26″ N, 10° 0′ 59″ O  | Wohn-/Wirtschaftsgebäude |                                           | 38450616 | BW   |

## Schnedinghausen

### Einzelbaudenkmale
| Lage                                               | Bezeichnung              | Beschreibung | ID       | Bild |
| -------------------------------------------------- | ------------------------ | ------------ | -------- | ---- |
| Alte Schmiedestraße 51° 41′ 20″ N, 9° 54′ 35″ O    | Kapelle                  |              | 38455354 |      |
| Alte Schmiedestraße 18 51° 41′ 22″ N, 9° 54′ 38″ O | Wohnhaus                 |              | 38455205 | BW   |
| Emilienhofstraße 2 51° 41′ 21″ N, 9° 54′ 44″ O     | Wohn-/Wirtschaftsgebäude |              | 38455247 | BW   |
| Hagenbergstraße 15 51° 41′ 20″ N, 9° 54′ 33″ O     | Stall                    |              | 38455374 | BW   |

## Stöckheim

### Gruppe: Hofanlage Kötnerstraße 13
Die Gruppe „Hofanlage Kötnerstraße 13“ hat die ID 38406332.

| Lage                                        | Bezeichnung              | Beschreibung | ID       | Bild |
| ------------------------------------------- | ------------------------ | ------------ | -------- | ---- |
| Kötnerstraße 13 51° 44′ 59″ N, 9° 55′ 53″ O | Scheune                  |              | Scheune  | BW   |
| Kötnerstraße 13 51° 44′ 59″ N, 9° 55′ 51″ O | Wohn-/Wirtschaftsgebäude |              | 38453082 | BW   |

### Gruppe: Kirchhügel St. Martini Stöckheim
Die Gruppe „Kirchhügel St. Martini Stöckheim“ hat die ID 38406348.

| Lage                                       | Bezeichnung    | Beschreibung                 | ID       | Bild |
| ------------------------------------------ | -------------- | ---------------------------- | -------- | ---- |
| Martinstraße 4 51° 44′ 55″ N, 9° 55′ 43″ O | Kirche         | Ev.-Luth. Kirche St. Martini | 38453187 |      |
| Martinstraße 4 51° 44′ 55″ N, 9° 55′ 44″ O | Kirchhof       |                              | 38446749 | BW   |
| Martinstraße 4 51° 44′ 56″ N, 9° 55′ 45″ O | Kriegerdenkmal |                              | 38453166 | BW   |
| Martinstraße 6 51° 44′ 55″ N, 9° 55′ 45″ O | Schule         |                              | 38453223 |      |

### Einzelbaudenkmale
| Lage                                         | Bezeichnung              | Beschreibung | ID       | Bild |
| -------------------------------------------- | ------------------------ | --- | -------- | ---- |
| Klostergut Wetze 51° 44′ 30″ N, 9° 54′ 38″ O | Wohn-/Wirtschaftsgebäude | Ehemalige Staatsdomäne mit Wohn-Stallgebäude (inschriftlich datiert 1827) und grob verputzter Bruchsteinscheune mit Sandsteinfassungen (inschriftlich datiert 1826). Seit 1964 im Besitz der Klosterkammer. | 8450467  | BW   |
| Klostergut Wetze 51° 44′ 34″ N, 9° 54′ 39″ O | Scheune                  | | 38450445 |      |
| L 572, km 6,990 51° 45′ 11″ N, 9° 55′ 49″ O  | Kreuzsteine              | nördlicher Stein | 38465417 |      |
| L 572, km 6,990 51° 45′ 11″ N, 9° 55′ 49″ O  | Kreuzsteine              | mittlerer Stein | 38452996 | BW   |
| L 572, km 6,990 51° 45′ 11″ N, 9° 55′ 49″ O  | Kreuzsteine              | südlicher Stein, Fragment | 38465440 | BW   |
| Martinstraße 51° 44′ 57″ N, 9° 55′ 45″ O     | Brücke                   | | 38453145 | BW   |
| Martinstraße 11 51° 44′ 54″ N, 9° 55′ 47″ O  | Wohnhaus                 | | 38453276 | BW   |
| Martinstraße 12 51° 44′ 54″ N, 9° 55′ 46″ O  | Schulehaus               | | 38453344 | BW   |

## Sudheim

### Gruppe: Historischer Ortskern Sudheim mit Kirch- und Dorfplatz
Die Gruppe „Historischer Ortskern Sudheim mit Kirch- und Dorfplatz“ hat die ID 38406300.

| Lage                                          | Bezeichnung  | Beschreibung | ID       | Bild |
| --------------------------------------------- | ------------ | ------------ | -------- | ---- |
| Mittlere Straße 3 51° 40′ 12″ N, 9° 58′ 31″ O | Kirche       |              | 38443992 |      |
| Hintere Straße 12 51° 40′ 13″ N, 9° 58′ 27″ O | Wohnhaus     |              | 38443506 | BW   |
| Hintere Straße 14 51° 40′ 12″ N, 9° 58′ 28″ O | Hof          |              | 38443527 | BW   |
| Hintere Straße 16 51° 40′ 11″ N, 9° 58′ 28″ O | Stallscheune |              | 38443548 | BW   |
| Hintere Straße 16 51° 40′ 11″ N, 9° 58′ 30″ O | Wohnhaus     |              | 38443569 | BW   |
| Hintere Straße 18 51° 40′ 11″ N, 9° 58′ 30″ O | Wohnhaus     |              | 38443590 | BW   |
| Mittlere Straße 1 51° 40′ 12″ N, 9° 58′ 31″ O | Schulhaus    |              | 38444013 |      |
| Mittlere Straße 51° 40′ 11″ N, 9° 58′ 32″ O   | Dorfplatz    |              | 38446633 |      |
| Mittlere Straße 2 51° 40′ 11″ N, 9° 58′ 34″ O | Gasthaus     |              | 38444034 |      |

### Einzelbaudenkmale
| Lage                                         | Bezeichnung              | Beschreibung | ID       | Bild |
| -------------------------------------------- | ------------------------ | ------------ | -------- | ---- |
| Obere Gasse 3 51° 40′ 9″ N, 9° 58′ 45″ O     | Wohnwirtschaftsgebäude   |              | 8444145  | BW   |
| Hintere Straße 36 51° 40′ 7″ N, 9° 58′ 39″ O | Wohnhaus                 |              | 38443641 | BW   |
| Lange Straße 51° 40′ 5″ N, 9° 58′ 55″ O      | Jüdischer Friedhof       |              | 38443662 |      |
| Lange Straße 9 51° 40′ 16″ N, 9° 58′ 36″ O   | Wohn-/Wirtschaftsgebäude |              | 38443770 | BW   |
| Lange Straße 31 51° 40′ 11″ N, 9° 58′ 49″ O  | Wohnhaus einer Hofanlage |              | 38443971 | BW   |

## Ehemalige Baudenkmale
| Lage                                                        | Bezeichnung              | Beschreibung | ID       | Bild |
| ----------------------------------------------------------- | ------------------------ | --- | -------- | --- |
| Bühle Borntal 3 51° 39′ 6″ N, 9° 59′ 34″ O                  | Wohnhaus                 | |          | [[Vorlage:Bilderwunsch/code!/C:51.65175,9.992669!/D:Bühle Borntal 3, Wohnhaus!/\|BW]]                                     |
| Bühle Bühlstraße 20 51° 39′ 2″ N, 9° 59′ 27″ O              | Wohnhaus                 | |          | [[Vorlage:Bilderwunsch/code!/C:51.650593,9.990912!/D:Bühle Bühlstraße 20, Wohnhaus!/\|BW]]                                |
| Bühle In der Gasse 2 51° 39′ 6″ N, 9° 59′ 14″ O             | Wohnhaus                 | |          | [[Vorlage:Bilderwunsch/code!/C:51.651691,9.987246!/D:Bühle In der Gasse 2, Wohnhaus!/\|BW]]                               |
| Bühle Progasse 4 51° 39′ 1″ N, 9° 59′ 22″ O                 | Wohnhaus                 | |          | [[Vorlage:Bilderwunsch/code!/C:51.650207,9.98948!/D:Bühle Progasse 4, Wohnhaus!/\|BW]]                                    |
| Höckelheim Angerstraße 19 51° 41′ 54″ N, 9° 57′ 41″ O       | Wohnhaus                 | abgerissen |          | [[Vorlage:Bilderwunsch/code!/C:51.698463,9.961484!/D:Höckelheim Angerstraße 19, Wohnhaus!/\|BW]]                          |
| Hollenstedt Einbecker Straße 30 51° 44′ 19″ N, 9° 56′ 37″ O | ehem. Schule             | Die ehemalige Schule wurde Ende 19. Jahrhundert erbaut. Es ist ein zweigeschossiger, traufständiger Fachwerkbau mit einem Krüppelwalmdach.                                                     |          | [[Vorlage:Bilderwunsch/code!/C:51.73865,9.94348!/D:Hollenstedt Einbecker Straße 30, ehem. Schule!/\|BW]]                  |
| Hollenstedt Landesstraße L 572 51° 44′ 18″ N, 9° 57′ 1″ O   | Brücke                   | Möglicherweise besteht kein Denkmalschutz mehr, da das Objekt im Denkmalatlas 2020 nicht aufgeführt wird.                                                                                      |          | |
| Imbshausen Hauptstraße 14 51° 45′ 44″ N, 10° 2′ 29″ O       | Pfarrhaus                | Möglicherweise besteht kein Denkmalschutz mehr, da das Objekt im Denkmalatlas 2021 nur noch als nicht konstituierender Bestandteil der Denkmalgruppe "Gutsanlage Imbshausen" aufgeführt wird.  |          | |
| Imbshausen Hauptstraße 39 51° 45′ 39″ N, 10° 2′ 32″ O       | Wohn-/Wirtschaftsgebäude | Zweigeschossiger Stockwerksbau ohne Vorkragung, erbaut um 1800. Das Fachwerkgefüge ist noch weitgehend ungestört. Objekt wird im Denkmalatlas nicht mehr aufgeführt (Stand 4. September 2021). | 38456151 | |
| Imbshausen Hauptstraße 43 51° 45′ 38″ N, 10° 2′ 32″ O       | Wohnhaus                 | |          | [[Vorlage:Bilderwunsch/code!/C:51.760639,10.042144!/D:Imbshausen Hauptstraße 43, Wohnhaus!/\|BW]]                         |
| Berwartshausen Dorfstraße 3 51° 41′ 38″ N, 9° 55′ 47″ O     | Hof                      | abgerissen |          | [[Vorlage:Bilderwunsch/code!/C:51.693957,9.929703!/D:Berwartshausen Dorfstraße 3, Hof!/\|BW]]                             |
| Stöckheim Martinstraße 7 51° 44′ 55″ N, 9° 55′ 47″ O        | ehem. Pfarrwitwenhaus    | |          | [[Vorlage:Bilderwunsch/code!/C:51.748741377663,9.9296118876593!/D:Stöckheim Martinstraße 7, ehem. Pfarrwitwenhaus!/\|BW]] |
| Sudheim Winkelstraße 8 51° 40′ 6″ N, 9° 58′ 45″ O           | Wohn-/Wirtschaftsgebäude | |          | [[Vorlage:Bilderwunsch/code!/C:51.668273,9.979148!/D:Sudheim Winkelstraße 8, Wohn-/Wirtschaftsgebäude!/\|BW]]             |